# Biološko kopičenje
Biološko kopičenje ali bioakumulácija je splošen izraz za kopičenje določenih strupenih snovi v organizmu oziroma v delu organizma. Proces zajema biološko ločevanje snovi, ki preidejo v organizem preko prehranjevanja, vdihovanja, kožnega stika in drugih poti. Le-to povzroči nastanek večje koncentracije snovi v primerjavi z okoljem, kjer organizem prebiva. Koncentracija je odvisna od stopnje absorpcije snovi v prebavilih in nasploh biološke razpoložljivosti, poti vstopa v organizem (prehranjevanje, vdihovanje ...), stopnje izločanja, presnovnih modifikacij snovi in s tem povezani razpolovni čas, delež maščob v organizmu, hidrofobnosti snovi, okolijskih dejavnikov ter drugih bioloških in fizikalnih dejavnikov. Splošno sprejeto pravilo je, da verjetnost biološkega kopičenja določene snovi narašča z njeno hidrofobnostjo.
Primeri tovrstnih snovi so pesticidi (npr. DDT), težke kovine (npr. živo srebro) in razne organske snovi (npr. vitamin A in z njim povezana hipervitaminoza A).